# Pandacerus flavicosta
Pandacerus flavicosta är en insektsart som beskrevs av Webb 1976. Pandacerus flavicosta ingår i släktet Pandacerus och familjen dvärgstritar. Inga underarter finns listade i Catalogue of Life.